# Nycticeius cubanus
Nycticeius cubanus (Gundlach, 1861) è un pipistrello della famiglia dei Vespertilionidi endemico dell'isola di Cuba.

## Descrizione

### Dimensioni
Pipistrello di piccole mm, la lunghezza dell'avambraccio tra 28 e 33 mm, la lunghezza della coda tra 24 e 36 mm, la lunghezza delle orecchie tra 8 e 10 mm e un peso fino a 7 g.

### Aspetto
La pelliccia è densa. Le parti dorsali sono marroni, mentre le parti ventrali sono più chiare, con dei riflessi olivacei. La base dei peli è ovunque più scura. Il muso è corto, con dei rigonfiamenti laterali tra l'occhio e le narici. Sul labbro inferiore è presente un cuscinetto carnoso. Le orecchie sono di medie proporzioni e separate. Il trago è lungo circa la metà del padiglione auricolare, largo e con la punta arrotondata. La coda è lunga e si estende leggermente oltre l'ampio uropatagio.

### Ecolocazione
Emette ultrasuoni tra 80 e 40 kHz, di breve durata. Questa configurazione è utilizzata da pipistrelli che catturano prede in ambienti con presenza di ostacoli ravvicinati, come nelle foreste.

## Biologia

### Comportamento
Si rifugia probabilmente negli edifici abbandonati.

### Alimentazione
Si nutre di insetti che cattura in volo, come coleotteri, blatte e lepidotteri.

### Riproduzione
Sono state catturate femmine con due embrioni nel mese di maggio.

## Distribuzione e habitat
Questa specie è endemica della parte centrale ed occidentale dell'isola di Cuba.

## Conservazione
La IUCN Red List, considerato che la popolazione è diminuita del 30% negli ultimi 10 anni a causa del popolamento umano e della conversione del proprio habitat, classifica N.cubanus come specie prossima alla minaccia di estinzione (Near Threatened).